# Batalla de la Gorja
La batalla de la Gorja (àrab: وقعة الشعب, waqʿat ax-Xiʿb) fou un enfrontament de tres dies que tingué lloc el juliol del 731 al Coll de Takhtakaratxa (actualment situat a l'Uzbekistan) entre un gran exèrcit omeia i el kaganat turquès dels türgesh. El comandant de Samarcanda, Sawra ibn al-Hurr al-Abaní, havia demanat auxili a al-Junayd ibn Abd-ar-Rahman al-Murrí, que tot just havia estat nomenat governador del Khorasan, per aixecar el setge türgesh de la ciutat. Els türgesh caigueren sobre al-Junayd i els seus 28.000 homes mentre passaven pel coll. L'exèrcit omeia aconseguí trencar l'encerclament i arribar a Samarcanda, però no sense patir baixes esgarrifoses. Els 12.000 soldats de Sawra, que havien rebut ordres d'atacar la rereguarda dels türgesh per socórrer el governador, foren anihilats gairebé fins a l'últim home.
La batalla, documentada en una de les narracions més detallades de tota l'època omeia, en la Història d'at-Tabarí, frenà o fins i tot revertí l'avanç musulmà a l'Àsia central durant una dècada. El califat es veié obligat a enviar reforços al Khorasan des de les seves regions metropolitanes per substituir les tropes perdudes en el conflicte, fet que afeblí el règim omeia a llarg termini i acabaria contribuint al seu esfondrament 20 anys més tard com a resultat de la Revolució Abbàssida, iniciada precisament al Khorasan.